# Hydrophoria nana
Hydrophoria nana är en tvåvingeart som beskrevs av Macquart 1835. Hydrophoria nana ingår i släktet Hydrophoria och familjen blomsterflugor.
Artens utbredningsområde är Frankrike. Inga underarter finns listade i Catalogue of Life.